# ナタリー・ホランド
ナタリー・ホランド（Natalie Holland、1996年10月29日 - ）は、アメリカ合衆国テキサス州出身のプロレスラー。現在はテイタム・パクスリー（Tatum Paxley）のリングネームで活動。

## 来歴

### NXT
ホランドは、2021年8月に、WWEと契約。2022年2月18日、アイビー ナイルとチームを組み、ファロン・ヘンリー & ケイラ・インレイを破ってNXTデビューを果たした。そして、チームであるザ・ダイアモンド・マインに加入した。
パクスリーは、3月16日、アイラ・ドーン & アルバ・ファイア、カタナ・チャンス & ケイデン・カーターの試合でタッグパートナーであるナイルを裏切る。

## 入場曲
- Eyes Of The Reaper 現在使用中
- We Got This
- Women Rage